# Gábos Katalin
Gábos Katalin (Budapest, 1963. augusztus 30. –) magyar színésznő, író.

## Életpályája
Színi tanulmányait 1984-tól a Nemzeti Színház Stúdiójában, majd 1985-től az Arany János Színház Stúdiójában  folytatta. 

„Két évig művészettörténetet tanultam, majd huszonegy éves koromban villámcsapásként hasított belém a felismerés: színésznő akarok lenni. Tizennégy évadon át színésznő voltam Nyíregyházán.”

 1987-től a Móricz Zsigmond Színház színésznője volt, majd 2009-től a Bárka Színháznál dolgozott asszisztensként, rendezőasszisztensként. Játszott alkalmi produkciókban is (Városházudvar, Szentendre; Klebelsberg Kultúrkúria, Budapest). Tanított drámát, alapfokú művészeti iskolában. Foglalkozik írással, készít riportokat is. 2006-ban jelent meg kötete Szerelmeskönyv címmel. 
Férje: Gados Béla színész. Három gyermekük született: Máté, Eszter, Márk.

## Színházi szerepeiből
- William Shakespeare: Ahogy tetszik... Phoebe, pásztorlány
- Carlo Goldoni: Terecske... Gnese, Donna Pasqua lánya
- Anton Pavlovics Csehov: Három nővér... Irina
- Anton Pavlovics Csehov: Sirály... Mása
- Witold Gombrowicz: Esküvő.... Menyasszony
- Nyikolaj Erdmann: A mandátum... Nő papagájjal
- Bohumil Hrabal: Gyöngéd barbárok... Menyasszony
- Georges Feydeau: Bolha a fülbe... Eugénie
- Simon Gray: Kicsengetés... Anita Manchip
- Dylan Thomas: Ébren álmunk erdejében... Erdőkövi Nellike, könyvtároslány
- Sólem Aléchem – Joseph Stein – Jerry Bock – Sheldon Harnick: Hegedűs a háztetőn... Chava
- Thornton Wilder: A mi kis városunk... Rebecca Gibbs
- Tóth Ede: A falu rossza... Sulyokné
- Krúdy Gyula: A vörös postakocsi... Tizenhárom Sári
- Füst Milán – Presser Gábor – Valló Péter: A sanda bohóc... Dögvész Fánika
- Heltai Jenő: Naftalin... Patkány Etus
- Szép Ernő: Patika... Kati; Sylvia
- Bródy Sándor: A tanítónő... Tóth Flóra
- Molnár Ferenc: Józsi... Erzsi
- Móricz Zsigmond: Nem élhetek muzsikaszó nélkül... Biri
- Örkény István: Pisti a vérzivatarban... Mama
- Fejes Endre – Presser Gábor – Sztevanovity Dusán: Jó estét nyár, jó estét szerelem... Katalin
- Tamási Áron: Énekes madár... Gondos Eszter; Gondos Regina
- Szabó Tünde: A küszöbön... Zsuzsa, látogató
- Czeizel Gábor: Jancsi és Juliska... Anya; Vasorrú bába
- Maurice Maeterlinck: A kék madár... Fény; Kislány
- Carlo Collodi – Litvai Nelli – Kormos István: Pinokkió... Pillangó
- Romhányi József – Fényes Szabolcs: Hamupipőke... Hamupipőke

## Könyve
- Szerelmeskönyv (Sík Kiadó Kft., 2006) ISBN 9639270210